# إرفين بوبر
إرفين بوبر (بالألمانية: Erwin Popper)‏ (و. 1879 – 1955 م) هو طبيب نمساوي، اكتشف في عام 1909 مع كارل لاندشتاينر فيروس شلل الأطفال. توفي عن عمر يناهز 76 عاماً.